# Iván Nemer
Iván Nemer (Mar del Plata, 22 aprile 1998) è un rugbista italo-argentino che in ambito internazionale rappresenta l'Italia nel rugby a XV.
Milita nel Benetton nel ruolo di pilone.

## Biografia
Nato a Mar del Plata e in possesso della doppia cittadinanza argentina e italiana, si formò rugbisticamente nelle locali compagini Biguá RC e Sporting Club e rappresentò l'Argentina a livello giovanile fino alla U-20 prima di tentare il passaggio professionistico in Europa che avvenne nel gennaio 2020 con il trasferimento al Casale, club al quale il Benetton, acquirente effettivo del giocatore, lo affidò per gestirne l'inserimento nel campionato italiano; il club trevigiano lo rilevò nell'agosto successivo dopo l'emergenza-lockdown facente seguito alla pandemia di COVID-19.
Con la franchise veneta Nemer si aggiudicò nel 2021, al termine della sua prima stagione completa, la Pro14 Rainbow Cup e, a novembre dello stesso anno, debuttò in nazionale italiana a Roma contro la Nuova Zelanda.
A fine dicembre 2022 Nemer ha subito dalla F.I.R. una squalifica per avere regalato, in occasione delle precedenti feste natalizie, una banana al compagno di squadra Chérif Traorè, giocatore italiano di origine guineana.
Il gesto, ancorché goliardico, è stato qualificato dalla F.I.R. come «razzista» e sanzionato con sei mesi di sospensione fino al 30 giugno 2023.
Lo stesso Nemer, nel comunicare che non avrebbe promosso appello contro la squalifica, ha definito «stupido» il suo atto e ha trascorso il periodo di sospensione frequentando seminari di antirazzismo, tenendo conferenze sul tema e insegnando i fondamentali del rugby alle comunità di migranti.
Scontata la squalifica e tornato a disposizione della nazionale, ha ricevuto la convocazione nella rosa italiana partecipante alla Coppa del Mondo 2023 in Francia.

## Palmarès
- Pro14 Rainbow Cup: 1
Benetton: 2021